# Рідний Микола Олександрович
Рідний Микола Олександрович (25 квітня 1985, Харків) — український художник та кінорежисер, один із засновників художньої групи «SOSka». Автор фільмів, відео інсталяцій та скульптур.

## Біографія
Народився в сімʼї відомого харківського скульптора Олександра Рідного.
2008 року закінчив Харківську державну академію дизайну та мистецтв.
2005 року був співзасновником галереї-лабораторії SOSka, яка була єдиним незалежним культурним майданчиком Харкова до закриття в 2012 році. В галереї-лабораторії проходили виставки, концерти та відеопокази. В тому ж, 2005 році, була утворена художня група SOSka, до якої входили Микола Рідний, Ганна Кривенцова та Сергій Попов. В 2009 році група SOSка виступила кураторами міжнародної виставки «Нова історія» в Харківському художньому музеї. Виставку було цензуровано та закрито за рішенням директорки музея Валентини Мизгіної, що викликало публічну дискусію. На підтримку художників висловилося чимало діячів української культури та професіоналів з інших країн.
2010 року створив скульптуру «Власть» для площі Еспланада в російському місті Перм, на замовлення Музею сучасного мистецтва PERMM.
Був двічі учасником українського павільйону на Венеціанській бієнале: у проєкті «Пам'ятник пам'ятнику» (2013) та «Надія» (2015). В 2015 році він також став учасником основного проєкту Венеціанської бієнале «All the World's Futures» (куратор — Оквуї Енвезор).
Рідний був номінантом премії PinchukArtCentre в 2011, 2013, 2015 та премії Малевича в 2014, 2016, 2018, 2020.
З 2015 року Рідний починає знімати кіно. Його фільми були показані на фестивалях: Docudays UA (2017), восьмому Одеському міжнародному кінофестивалі (2017), Kasseler Dokfest (2018),  DokumentArt (2018) та інших.
З 2017 входить у склад редакції онлайн-видання Prostory, де публікує тексти про мистецтво та суспільство.
Микола Рідний фігурує в списку митців, що виїхали за кордон після повномасштабного вторгнення і не повернулись Главком. У 2023 р. створив проєкт в Pushkin House у Лондоні, співпрацю з яким більшість українських митців вважає неможливою. Я не бойкотую всіх росіян за принципом того, що людина має російський паспорт. На 2025 рік є викладачем Берлінської академії мистецтв. 

## Творча співпраця
В 2007 році відкрилась виставка Миколи Рідного та Бориса Михайлова в київській галереї Колекція, де вони представили спільний фотопроєкт «Ігри патріотів».
В 2014 році було презентовано спільний проєкт Миколи Рідного та Сергія Жадана «Сліпа пляма». Його було представлено у вигляді масштабної інсталяції в публічному просторі у Берліні. Ще одним результатом співпраці стала книга «Сліпа пляма», до якої увійшли світлини Рідного та вірші Жадана, ISBN 9783893571291 .

## Персональні виставки
2012 — «Labor Circle», Центр сучасного мистецтва Уяздовський замок (project room), Варшава
2014 — «Укриття», Центр візуальної культури, Київ
2016 — «Under Suspicion», галерея Edel Assanti, Лондон
2016 — «Forecast for Yesterday», Blockhaus DY10, Нант
2018 — «Обличчям до стіни», галерея Лабіринт, Люблін
2019 — «Вовк у мішку», галерея Арсенал, Бялосток

## Роботи в колекціях
- Пинакотека сучасності, Мюнхен
- Музей сучасного мистецтва, Варшава
- Музей Людвига, Будапешт
- V-A-C foundation, Москва

## Фільмографія
2015 — «Звичайні місця»
2016 — «Сірі коні»
2017 — «НІ! НІ! НІ!»

## Сім'я
Рідний Олександр Миколайович — батько, український скульптор.